# ستيفن روس سميث
ستيفن روس سميث هو شاعر كندي، ولد في 25 يونيو 1945 في تورونتو في كندا.